# Kiantajärvi (sjö i Finland)
Kiantajärvi är en sjö i Finland. Den ligger i kommunen Suomussalmi i landskapet Kajanaland, i den centrala delen av landet, 600 km norr om huvudstaden Helsingfors. Kiantajärvi ligger 199,3 meter över havet. Den är 43 meter djup. Arean är 187,93 kvadratkilometer och strandlinjen är 527,719 kilometer lång.